# Georg Lindemann
Georg Heinrich Lindemann (8. marts 1884 – 25. september 1963) var en tysk officer, som gjorde tjeneste i den tyske hær under 1. Verdenskrig og 2. Verdenskrig. Ved 2. Verdenskrigs slutning var Lindemann generaloberst og øverstkommanderende for de tyske tropper i Danmark.

## Tidlige år
Georg Lindemann blev født i Osterburg i den preussiske del af Sachsen, men levede det meste af sin barndom og ungdom i Hannover. Han indtrådte som fanejunker ved 6. Dragoner Regiment (Magdeburgisches) i 1903. I august 1904 blev han udnævnt til løjtnant og i 1912 til overløjtnant. Ved 1. Verdenskrigs udbrud var han ritmester og tjenstgørende i Den store Generalstab i Berlin. I løbet af krigen gjorde han tjeneste både på østfronten og vestfronten og på Balkan. Han blev såret og fik tildelt begge grader af Jernkorset samt ridderkorset af den Hohenzollernske Husorden. Efter krigen sluttede han sig til det von Lettow-Vorbeckske Frikorps, som i 1919 blev sat ind mod borgerlige uroligheder i Hamborg, de såkaldte sylte-uroligheder. Herefter fortsatte han sin karriere i Rigsværnet (Reichswehr). I 1931 var Lindemann oberstløjtnant og chef for det 13. (Preussische) Reiter Regiment. I 1934 blev han udnævnt til oberst og blev chef for Krigsskolen i Hannover. Han havde denne post indtil 1936, hvor han blev forfremmet til generalløjtnant og fik kommandoen over 36. Infanteridivision.

## 2. Verdenskrig
Lindemanns division stod ved udbruddet af 2. Verdenskrig foran Maginot-linjen i Saar-området. Året efter tog den del i slaget om Frankrig. Herunder lykkedes det for Lindemann og hans division, hvad der ikke var lykkedes for den tyske hær under 1. Verdenskrig, nemlig at erobre Verdun-fæstningen. Denne præstation indbragte ham Jernkorsets Ridderkors, og desuden blev han forfremmet til General der Kavallerie og fik kommandoen over L (50.) Armékorps. Med dette korps deltog han i foråret 1941 i Balkanfelttoget, hvor korpset dog kun var reserve. I juni 1941 var Lindemanns korps en del af Heeresgruppe Nord under Operation Barbarossa. Lindemann førte korpset gennem Baltikum til Leningrad. Hans enhed blev i en kort periode overført til Heeresgruppe Mitte i forbindelse med erobringen af Smolensk, men vendte herefter tilbage til Heeresgruppe Nord.
Den 16. januar 1942 overtog Lindemann kommandoen over 18. Armee, som var en del af Heeresgruppe Nord. Senere i sommeren 1942 blev han forfremmet til generaloberst.
Lindemann havde kommandoen over den 18. Armee gennem kampagnerne omkring Leningrad. Herunder lykkedes det ham at inddæmme og nedkæmpe et stort indbrud i de tyske linjer (Wolchow-kedlen) samt at gå sejrrigt ud af tre andre forsøg på at undsætte Leningrad (de tre Ladoga-slag). Herfor fik han tildelt egeløv til sit ridderkors. Da tilbagetoget endelig blev nødvendigt i begyndelsen af 1944, havde Lindemann kommandoen over enhederne, der forsvarede Narva-linjen under slaget om Narva, inden han blev øverstkommanderende for Heeresgruppe Nord den 31. marts 1944. Denne post havde han kun i kort tid. Efter en længere diskussion med Hitler om en tilbagetrækning blev han den 4. juli 1944 afløst og overført til hærens føringsreserve. Adolf Hitler skal i den forbindelse have sagt, at Lindemann var blevet for gammel og for slap. Efter nogle måneder i reservehæren fik Lindemann kommandoen over en nyoprettet stab kaldet "Führungsstab Ostseeküste".

## Lindemann i Danmark
Fra 1. februar 1945 var han øverstkommanderende for de tyske tropper i Danmark, (Wehrmachtsbefehlshaber Dänemark). Af Hitler fik han at vide, at hans opgaver i den nye stilling var at forsvare Danmark mod indtrængen af russiske eller vestallierede styrker, at frigøre så mange tropper som muligt til østfronten samt at stramme op på disciplinen blandt de tyske tropper i Danmark. Det er formentlig i forbindelse med dette sidste, at han udsendte nogle drastiske dagsbefalinger, fx da han i april 1945 proklamerede, at han ville forsvare Danmark til sidste patron.
Under Lindemanns tid i Danmark indtraf en begivenhed, som kortvarigt gjorde ham omtalt i hele den frie verdens presse. Da Lindemann natten mellem den 23. og 24. februar 1944 var på vej i sit særtog fra Nordvestjylland til Silkeborg, blev toget afsporet lidt syd for Struer. Lindemann beordrede da en nærliggende gård og et ledvogterhus afbrændt, idet han mente, at der var beviser for, at beboerne havde været involveret i sabotagehandlingen. Det var det eneste tilfælde af militære repressalier, som fandt sted i Danmark under besættelsen. Den danske anklagemyndighed vurderede efter krigen, at Lindemann ikke kunne dømmes for brandstiftelsen, fordi den faldt inden for det tilladelige ifølge krigens love og sædvaner.
Den 3. maj tog Lindemann til Mørvig ved Flensborg for at deltage i et møde med OKW, den nye regering og den nye fører, storadmiral (Großadmiral) Karl Dönitz. Lindemann meddelte Dönitz, at han kunne holde stand i Danmark, i hvert fald i et stykke tid, og han og hans kollega i Norge, general Franz Böhme, argumenterede for at holde fast på Danmark og Norge som brikker i forhandlingerne om en våbenhvile, der snart måtte komme. Dönitz valgte i stedet straks at søge fred, og Tyskland overgav sig betingelsesløst i Nordvesttyskland, Holland og Danmark med virkning fra den 5. maj 1945 kl. 8. Da ordren om overgivelse nåede hovedkvarteret i Silkeborg, rettede Lindemann sig efter den uden ophævelser.
Som øverstkommanderende for Armee Lindemann fik Lindemann derpå til opgave at afvikle den tyske besættelse af Danmark. Den 4. juni 1945 blev han arresteret af briterne og ført til Kastellet i København. To dage senere blev hovedkvarteret på Silkeborg Bad opløst af en britisk styrke med hjælp fra danske modstandsfolk.

## Efter krigen
Lindemann var krigsfange i amerikansk og dansk varetægt indtil 1948. Han blev ikke anklaget for krigsforbrydelser af hverken de allierede eller af Danmark. Efter sin løsladelse gik Lindemann på pension i Vesttyskland. Han døde den 25. september 1963.

## Karakteristik
Lindemann var uden tvivl en fremragende taktiker, både når det gjaldt offensive og defensive operationer. Han er senere især blevet omtalt for sin ledelse af tilbagetoget fra Leningrad. Om hans politiske holdning vides kun, at han var positivt indstillet til Hitlers magtovertagelse i 1933, og at han senere, som langt de fleste af sine kolleger, holdt fast ved sin faneed til Hitler. I Danmark blev den stående vending om Lindemann, at med ham kom østfrontmentaliteten til Danmark. Den eneste begivenhed, som kan retfærdiggøre denne karakteristik, er episoden ved Struer. Den danske regerings forbindelsesmand til det tyske hovedkvarter i Silkeborg, stiftsamtmand Peder Herschend, har givet følgende karakteristik af Lindemann: General Lindemann var en høj, slank mand med grå, noget kolde øjne. Hans stemmeføring var, som man ikke sjældent møder det hos militære, let kommanderende, men ikke uvenlig.... Sine afgørelser traf han hurtigt, og hans svar var korte og bestemte. Som "Befehlshaber" var han langt at foretrække for forgængeren, men en hård og streng mand var han ganske givet.(3) I forbindelse med 2. Verdenskrigs afslutning var Lindemann parat til at kæmpe, så længe det havde et formål i forhold til storadmiral Dönitz' overordnede mål, at redde så mange tyske soldater og civile som muligt fra "sovjetisk fangenskab og slaveri", men der er intet, der tyder på, at Lindemann agtede at fortsætte kampen ud over dette.